# Adidas Telstar

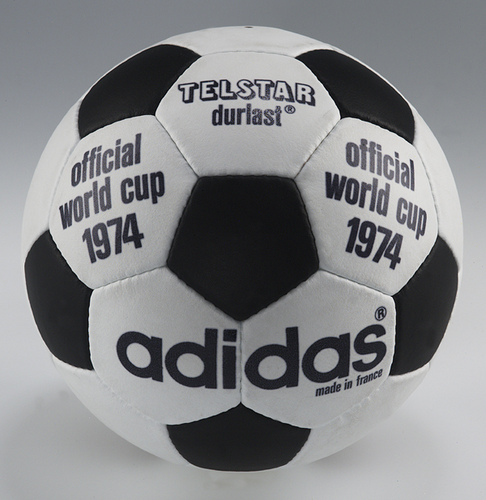
Telstar Durlast, мяч чемпионата мира по футболу 1974 года.

Adidas Telstar — официальный игровой мяч чемпионата мира по футболу 1970 года в Мексике.
Разработан компанией Adidas для чемпионата Европы по футболу 1968 года, использовался также на чемпионатах Европы 1972 и 1976 годов. На чемпионате мира 1974 года в ФРГ модификация Telstar Durlast была одним из двух официальных мячей наравне с мячом Chile Durlast, который отличался от Telstar Durlast только цветом — был полностью белым.

## История

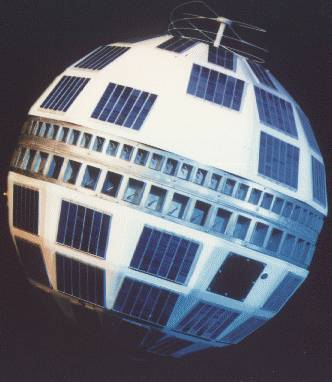
Спутник связи «Телстар», в честь которого назван Adidas Telstar.

Разработанный для чемпионата Европы по футболу 1968 года мяч Adidas Telstar был назван по названию первого в истории частного спутника «Телстар». Дизайн из 20 белых шестиугольников и 12 чёрных пятиугольников также был создан на основе внешнего вида спутника. При этом дизайн и крой мяча оказались настолько удачными, что Telstar стал самым круглым мячом своего времени.
В 1970 году в Мексике Telstar стал первым разработанным в Adidas мячом, ставшим официальным на чемпионате мира по футболу. 20 сшитых из кожи мячей были предложены на чемпионат, и 600 тысяч копий было продано впоследствии. Чемпионат мира 1970 года стал первым, транслировавшимся по телевидению в прямом эфире, и сочетание чёрных и белых элементов мяча оказалось удачным для изображения на чёрно-белых телевизорах, за что Telstar прозвали «Звездой телевидения» (англ. Star of Television).
Официальный мяч чемпионата мира 2018 в России Telstar 18 был назван в честь легендарного мяча Telstar.

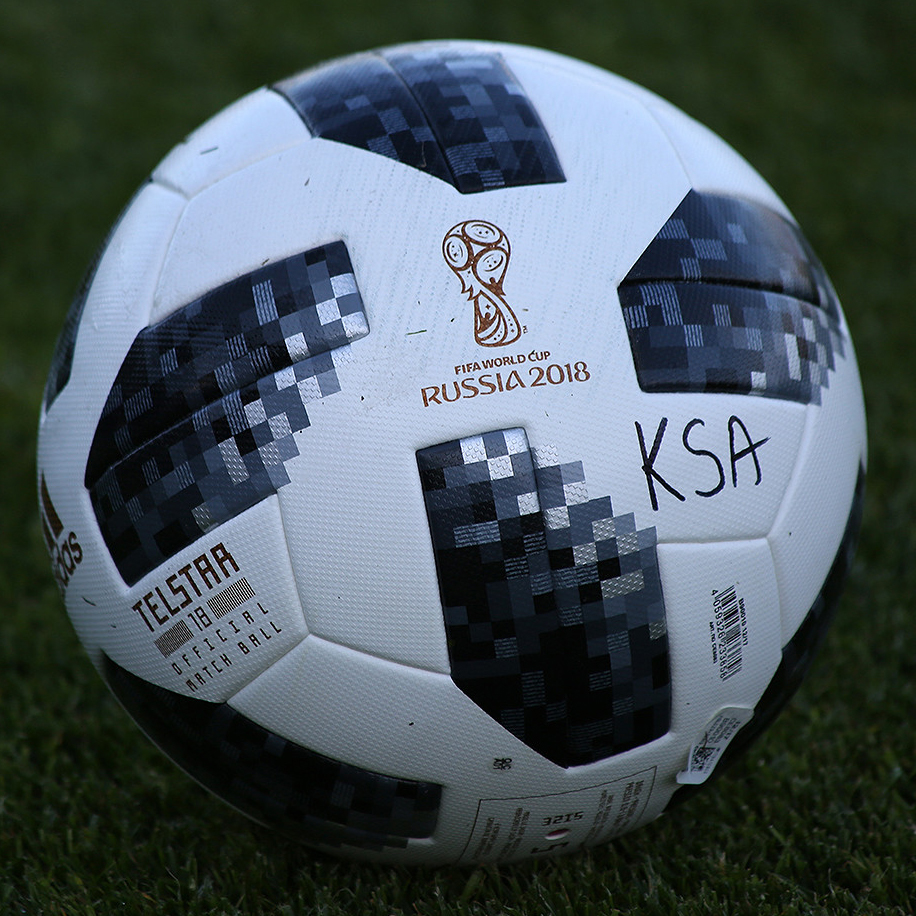
Мяч Adidas Telstar 18